# محمود اسلامیان
محمود اسلامیان (زاده ۱۳۳۵ اصفهان) سیاستمدار و مدیر اجرایی ایرانی است که استاندار استان چهارمحال و بختیاری در دولت پنجم، رئیس صندوق بازنشستگی کشوری، مدیرعامل ذوب آهن اصفهان و شرکت فولاد مبارکه اصفهان و عضو هیئت رئیسه فدراسیون فوتبال ایران بوده‌است.
محمود اسلامیان تحصیلات خود را تا مقطع کارشناسی در رشته مهندسی صنایع و  در مقطع کارشناسی ارشد در رشته مدیریت به پایان رسانده است. در طی دوران جنگ تحمیلی در خدمت جبهه‌های نبرد بود و پس از چند سال خدمت در وزارت کشور بعنوان استاندار و معاون استاندار، به فعاليت در حوزه‌های اقتصادی و صنعت فولاد کشور مشغول به کار شد. اسلامیان از سال ۱۳۸۰ به مدت سه سال در باشگاه فوتبال سپاهان اصفهان فعالیت کرده و در اوایل دهه هشتاد بعنوان عضو هیئت رئیسه فدراسیون فوتبال فعالیت کرده‌است و از بهمن ۱۳۹۳ تا اردیبهشت ۱۳۹۵ نایب‌رئیس اول فدراسیون فوتبال نیز بوده‌است.
از فعالیت‌های دیگر اسلاميان می‌توان به ارائه مقالات متعدد در موضوعات اقتصادی، انتخاب طی ۴ سال بعنوان صادرکننده نمونه ملی کشور، کسب عنوان جایزه اول بهره‌وری ملی کشور در سال ۸۴ و ۸۵ از سوی وزارت صنایع و معادن، کسب مدال ملی تولید در سال ۸۳ از دست رئیس‌جمهور، مدال جشنواره خاتم با عنوان تولید از دانشگاه علم و صنعت ایران، عضو انجمن تولید کنندگان فولاد دنیا IISI، عضو هیئت رئیسه اتاق بازرگانی صنایع و معادن ایران و ریاست اتاق بازرگانی صنایع و معادن اصفهان اشاره کرد. اسلامیان اولین استاندار چهارمحال و بختیاری در دولت هاشمی رفسنجانی و پس از وفات سید روح‌الله خمینی است که در تاریخ ۱۹ اردیبهشت ۱۳۶۹ خورشیدی به این سمت منصوب شد و پس از ۲۷ ماه مسئولیت به عنوان یکی از مدیران صنعتی کشور و مدیرعامل شرکت فولاد مبارکه تا سالهای بعد فعالیت مدیریتی داشته‌است.